# 尼古拉·阿扎罗夫
尼古拉·亚诺维奇·阿扎罗夫（1947年12月17日—），乌克兰政治人物。前任乌克兰总理。2004年12月至2005年1月被乌克兰总统列昂尼德·库奇马任命为代总理。维克多·亚努科维奇在2010年成为总统之后，即被议会选举成为总理。2014年1月28日，阿扎罗夫辞去乌克兰总理职务。同年2月23日，阿扎罗夫叛逃至俄罗斯。

## 早期生活
阿扎羅夫出生於蘇聯時代的卡盧加，畢業於莫斯科國立大學，取得地質學及礦物學博士学位。他自1984年移居烏克蘭。

## 政治生涯
在維克多·亞努科維奇擔任總理的兩次任期下，阿扎羅夫擔任財相掌管烏國經濟，不過他似乎並不擅於使用烏克蘭語。
在烏克蘭總統庫奇馬任內，他主張與俄羅斯、白俄羅斯、哈薩克斯坦合作，成立單一經濟區，但此舉被批評阻礙乌克兰融合世貿及歐洲經濟。
2014年1月28日辞去乌克兰总理职务，他表示希望自己的辭職能讓烏克蘭衝突各方達成妥協方案并結束衝突。同日总统亚努科维奇接受辞职申请，拟任谢尔盖·阿尔布佐夫担任代总理。
2014年2月，阿扎罗夫在莫斯科现身，此举被认为是这位乌克兰前总理已叛逃至俄羅斯。2015年8月，阿扎罗夫在莫斯科宣布成立流亡政府，以对抗新成立的基辅政权，但他成立的流亡政府被普遍认为是俄罗斯的傀儡。

## 備注
1. ↑  烏克蘭語羅馬化：Mykola Yanovych Azarov
2. ↑  俄語羅馬化：Nikolay Yanovich Azarov